# Tri Nations 2002
Il Tri Nations 2002 (in inglese 2002 Tri Nations Series) fu la 7ª edizione del torneo annuale di rugby a 15 tra le squadre nazionali di Australia, Nuova Zelanda e Sudafrica.
Si tenne dal 13 luglio al 17 agosto 2002 e fu vinto per la quarta volta dalla Nuova Zelanda.
Benché virtualmente campioni già ancora prima della fine del torneo, stante la consistente differenza punti rispetto all'Australia (+32 contro +7), gli All Blacks ebbero l'ufficialità soltanto alla fine dell'incontro di Johannesburg tra Springbok e Wallabies: questi ultimi, infatti, avrebbero dovuto vincere con punto supplementare di bonus offensivo e almeno 26 punti di scarto ma non solo non andarono mai vicino a tale traguardo, ma terminarono l'incontro battuti, seppure di misura, 31-33.
Il valore delle marcature, come stabilito dall’IRFB nel 1992, era: 5 punti per ciascuna meta (7 se trasformata), 3 punti per la realizzazione di ciascun calcio piazzato, idem per il drop.

## Nazionali partecipanti e sedi
| Squadra       | Città                   | Impianto interno                           |
| ------------- | ----------------------- | ------------------------------------------ |
| Australia     | Brisbane Sydney         | Lang Park Stadium Australia                |
| Nuova Zelanda | Christchurch Wellington | Lancaster Park Wellington Regional Stadium |
| Sudafrica     | Durban Johannesburg     | Kings Park Ellis Park                      |

## Risultati
| Arbitro: | Jonathan Kaplan |

|              |      |           |
| Mehrtens (4) | c.p. | Burke (2) |

| Arbitro: | Stuart Dickinson |

|                                           |      |                   |
| Hammett Howlett Marshall Robertson Thorne | mt   | Greeff M. Joubert |
| Mehrtens (2)                              | tr   | Pretorius (2)     |
| Mehrtens (3)                              | c.p. | Pretorius         |
| Mehrtens                                  | drop | Greeff            |

| Arbitro: | Steve Lander |

|                          |      |                                 |
| Latham (2) Tune Mortlock | mt   | M. Joubert (2) Skinstad Russell |
| Burke (3)                | tr   | Pretorius (2)                   |
| Burke (3) Mortlock       | c.p. | Pretorius                       |

| Arbitro: | André Watson |

|               |      |              |
| Rogers Sharpe | mt   | McCaw        |
| Burke (2)     | c.p. | Mehrtens (3) |

| Arbitro: | David McHugh |

|                   |      |                                  |
| de Kock Pretorius | mt   | Howlett MacDonald Mauger tecnica |
| Pretorius (2)     | tr   | Mehrtens (2)                     |
| Pretorius (2)     | c.p. | Mehrtens (2)                     |
| Pretorius         | drop |                                  |

| Arbitro: | Paddy O'Brien |

|                                       |      |                    |
| Paulse (2) Greeff Russell van Niekerk | mt   | Kefu Cannon Rogers |
| Greeff (4)                            | tr   | Burke (2)          |
|                                       | c.p. | Burke (3)          |
|                                       | drop | Gregan             |

## Classifica
| Pos | Squadra       | G | V | N | P | PF  | PS  | DP  | BMP | Pt |
| --- | ------------- | - | - | - | - | --- | --- | --- | --- | -- |
| 1   | Nuova Zelanda | 4 | 3 | 0 | 1 | 97  | 65  | +32 | 3   | 15 |
| 2   | Australia     | 4 | 2 | 0 | 2 | 91  | 86  | +5  | 3   | 11 |
| 3   | Sudafrica     | 4 | 1 | 0 | 3 | 103 | 140 | −37 | 3   | 7  |